# Dunakisfalud
Dunakisfalud (szlovákul Vieska) község   Szlovákiában, a Nagyszombati kerületben, a Dunaszerdahelyi járásban.

## Fekvése
Csallóköz szívében, Dunaszerdahelytől 6 km-re nyugatra fekszik, a Pozsonyt és Komáromot összekötő főútvonal mentén.

### Környező települések
- Diósförgepatony, Lúcs, Solymos és Királyfiakarcsa.

## Története
1322-ben említik először.
Vályi András szerint "KISFALUD. Elegyes falu Posony Várm. földes Urai több Uraságok, lakosai katolikusok, fekszik Egyházos Gellének szomszédságában, mellynek filiája, határja Bögel Patronyéhoz hasonló.
" 
Fényes Elek szerint "Kisfalud, Poson m. magyar f. Egyház-Gellétől keletre 1 órányira: 289 kath., 13 zsidó lak., termékeny földdel, jó legelővel. F. u. Nagy, s más nemesek. Ut. p. Somorja.
" 
A trianoni békeszerződésig Pozsony vármegye Dunaszerdahelyi járásához tartozott. Ma is többségében magyarlakta település. Felekezet szerint római katolikus (többségében), református és egyéb. Önkormányzattal rendelkezik (sokáig Dióspatonyhoz tartozott).

## Népessége
| Év:            | 1994. | 2004.   | 2014.   | 2024.   |
| -------------- | ----- | ------- | ------- | ------- |
| Emberek száma: | 455   | 440     | 425     | 423     |
| Eltérés:       |       | -3,29 % | -3,40 % | -0,47 % |

| Év:            | 2023. | 2024.   |
| -------------- | ----- | ------- |
| Emberek száma: | 423   | 423     |
| Eltérés:       |       | -1,42 % |

1910-ben 345, túlnyomórészt magyar anyanyelvű lakosa volt.
2011-ben 431 lakosából 368 magyar és 49 szlovák volt.
2021-ben 407 lakosából 312 (+2) magyar, 78 (+4) szlovák, 6 egyéb és 11 ismeretlen nemzetiségű volt.
Az utóbbi időben a lakosság száma ismét nő, de a falu lakosságának többségét főként a 40 év felettiek teszik ki.

## Mezőgazdaság
Régen főként birtokosok lakták, akiknek a földjein napszámosok dolgoztak. A napszámosok cserébe használhatták a szántó egy részét, és lakhattak a birtokon.
A lakosok többsége a mezőgazdaságból élt még az 1990-es évek első felében is. Ma már egyre többen vállalnak munkát a környező városokban, illetve külföldön is (Ausztria, Magyarország, Csehország).

## Sport
A falu labdarúgócsapata Nyugat-Szlovákia 4. ligájának éllovasa. Mérkőzésein a nézőszám esetenként az 500-at is eléri.

## Iskola
Régen a falunak saját iskolája (1-4. évfolyam) és óvodája volt, de ma már csak az óvoda létezik. Ugyanebben az épületben lehet megtalálni a falu könyvtárát. Sajnos a 90-es évek végén a gyerekek száma csökkent, de ma már újra növekvő tendenciát mutat. Az óvoda után a gyermekek a szomszédos faluba (1 km-re), Diósförgepatonyba (szlovákul: Orechová Potőň) járnak alapiskolába (1-9. évfolyam). Itt található magyar és szlovák évfolyam egyaránt. A kötelező tantárgyak közé tartozik a szlovák, a magyar, a matematika, a fizika, az idegen nyelv (angol, német, orosz), a biológia, a kémia, a földrajz és a testnevelés. Nagyon jó képességű diákok kerülnek ki innen. Általában a végzősök a legközelebbi városokba mennek középiskolába (Dunaszerdahely, Somorja, Nagymegyer, Pozsony). A legtöbben szakmunkásképzőbe járnak (4 éves, érettségivel végződik). A legjobbak (tanulmányi átlag szerint) pedig bekerülnek a környező gimnáziumokba.
A legtöbben a szerdahelyit választják közelsége és színvonala miatt (Vámbéry Ármin Magyar Tanítási Nyelvű Gimnázium). Sokan jelentkeznek azonban a pozsonyi Duna utcai Gimnáziumba (Duna utcai Magyar Tanítási Nyelvű Gimnázium) is.
Továbbtanulási lehetőségek a fővárosban, Pozsonyban vannak, illetve Nyitrán, Komáromban és Nagyszombatban, valamint persze külföldön (általában Prágát választják, ritkábban Budapestet).